# Doniec (1887)
Kanonierka „Doniec” (ros. Канонерская лодка "Донец") – rosyjski okręt wojenny Floty Czarnomorskiej działający na Morzu Śródziemnym i Morzu Czarnym w latach 1887–1928.

## Historia
Została zbudowana w ramach programu rozbudowy rosyjskiej floty wojennej 1885 r. w serii 6 kanonierek typu „Manczżur” (okręty różniły się od prototypu różnymi zmianami). Stępkę położono 21 maja 1886 r. w zakładach metalowych w Mikołajowie. Okręt zwodowano 30 stycznia 1887 r. Służbę we Flocie Czarnomorskiej rozpoczął w 1889 r. Początkowo wchodził w skład Eskadry Morza Śródziemnego. W 1891 r. uczestniczył w kompleksowych badaniach oceanograficznych. W 1900 r. przeszedł kapitalny remont w zakładach w Mikołajowie. Od 1901 r. miał status okrętu ćwiczebnego w składzie Eskadry Morza Czarnego. W 1912 r. przeszedł kolejny kapitalny remont w Sewastopolu. Dostał nowe uzbrojenie. Od 1914 r. uczestniczył w I wojnie światowej. Ochraniał północno-zachodnie wybrzeże Morza Czarnego. 29 października tego roku został zatopiony torpedą pod Odessą przez turecki niszczyciel „Gayret-i Vataniye”. W grudniu podniesiono go jednak z dna, wyremontowano i przywrócono do służby. W sierpniu 1916 r. został przeniesiony do Flotylli Dunajskiej. 18 stycznia 1918 r. jego załoga przeszła na stronę bolszewików. 1 maja tego roku w Sewastopolu okręt przejęli Niemcy. W listopadzie flagę nad nim zawiesili Biali, ale już w grudniu przejęli go interwenci brytyjsko-francuscy. W kwietniu 1919 r. okręt ponownie objęli we władanie Biali gen. Antona I. Denikina. Wszedł on w skład Floty Czarnomorskiej Białych. W maju zatonął podczas sztormu w rejonie wyspy Tendra. 28 listopada 1921 r. został podniesiony przez bolszewików i po remoncie ochraniał port w Sewastopolu. W 1928 r. oddano go na złom.